# Passa
|  | Aquest article tracta sobre la unitat de mesura. Si cerqueu el municipi francès, vegeu «Paçà». |

La passa és una unitat de mesura de longitud emprada per gairebé tots els pobles. La passa hebrea es creu que era de sis peus o dues vares encara que no es pot assegurar. La passa grega contenia sis peus o quatre colzes i equivalia a dues vares i aquesta seria la passa geomètrica. L'altra passa grega era anomenat «boma» i constava de dos peus i mig grecs.
La passa romana antiga es dividia en dos tipus:
- Passa major (en llatí Passus) era una unitat de longitud romana equivalent a 1,48 metres. Mil passus equivalen a una milla romana (Milia passum). El passus consistia en cinc peus romans, sis polzades i cinc línies de peu. Equivalia a dues passes menors.
- Passa menor (en llatí «gradus») equivalia a la distància entre el taló d'un peu i el de l'altre quan les cames estaven a la màxima distància, i era la meitat de la passa major.[1]